# Fort d'Akerøy
Le fort d'Akerøy (en norvégien Akerøy fort) est une fortification faisant partie des fortifications de Fredrikstad. Elle se situe sur l'îlot de Festingsholmen à proximité immédiate de l'île d'Akerøya, dans l'archipel de Hvaler, dans le sud de la Norvège. 
Le fort fut construit en 1664, alors que le Bohuslän venait d'être perdu au profit de la Suède en 1658, Hvaler se retrouvant alors à la frontière. Le fort pouvait être défendu par 150 personnes et 27 canons. Cependant, le fort n'eut jamais de quelconque importance et en 1807, lorsque la Norvège entra en guerre contre la Suède, il fut détruit par les Norvégiens eux-mêmes pour éviter que les Suédois ne l'utilisent. Il fut restauré à partir de 1972 et fait partie depuis 2009 du parc national d'Ytre Hvaler.